# Antichan-de-Frontignes
Antichan-de-Frontignes è un comune francese di 87 abitanti situato nel dipartimento dell'Alta Garonna nella regione dell'Occitania.

## Società

### Evoluzione demografica
Abitanti censiti